# Calodipoena tarautensis
Calodipoena tarautensis là một loài nhện trong họ Mysmenidae.
Loài này thuộc chi Calodipoena. Calodipoena tarautensis được L. Baert miêu tả năm 1988.